# Regierungsbezirk Königsberg

Verwaltungsgliederung Ostpreußens 1878 bis 1905:
Regierungsbezirk Königsberg
Regierungsbezirk Gumbinnen

Verwaltungsgliederung Ostpreußens 1905 bis 1920:
Regierungsbezirk Königsberg
Regierungsbezirk Gumbinnen
Regierungsbezirk Allenstein

Der preußische Regierungsbezirk Königsberg in Ostpreußen, mit Königsberg als Hauptstadt, bestand in den Jahren 1808 bis 1945, zunächst unter der Bezeichnung Regierungsbezirk Ostpreußen zu Königsberg. Zusammen mit dem Regierungsbezirk Litthauen zu Gumbinnen war er Bestandteil der Provinz Ostpreußen bzw. der Provinz Preußen.

## Geschichte
Vorgänger des Regierungsbezirks Königsberg war das 1722 geschaffene Ostpreußische Kammerdepartement.

## Aufgaben
Das Regierungspräsidium war eine Mittelbehörde der preußischen Staatsverwaltung für den Regierungsbezirk Königsberg. Es war für alle Angelegenheiten zuständig, die nicht ausdrücklich anderen Behörden übertragen waren, und hatte das Aufsichtsrecht über alle nachgeordneten Behörden. Es bestand aus drei Abteilungen:
- Präsidialabteilung mit der Zuständigkeit für Polizeisachen und Inneres
- Abteilung für das Kirchen- und Schulwesen
- Abteilung für direkte Steuern, Domänen und Forsten.

Das ursprüngliche Kollegialsystem wurde durch das monokratische System (wie bei der Präsidialabteilung) abgelöst. Dem Regierungspräsidenten war ein Bezirksausschuss beigegeben, der in Verwaltungs- und Verfahrenssachen entschied.
Das Regierungspräsidium gab das Amtsblatt der Preussischen Regierung zu Königsberg heraus, in dem die Verordnungen und Verlautbarungen der Regierung veröffentlicht wurden.

## Verwaltungsgliederung
1905 wurde der südliche Teil des Regierungsbezirkes mit den Kreisen Allenstein (Stadt u. Land), Ortelsburg, Osterode, Rößel und Neidenburg abgetrennt. Aus diesen und vier weiteren Kreisen des Regierungsbezirks Gumbinnen wurde der neue Regierungsbezirk Allenstein gebildet.
1920 wurde der Kreis Memel, mit dem übrigen Memelland, gemäß dem Versailler Vertrag, vom Deutschen Reich abgetreten und später an Litauen übergeben. 1939, nach der Rückgabe des Gebietes an Deutschland, wurden alle dortigen Landkreise in den Regierungsbezirk Gumbinnen eingegliedert.

### Stadt- und Landkreise

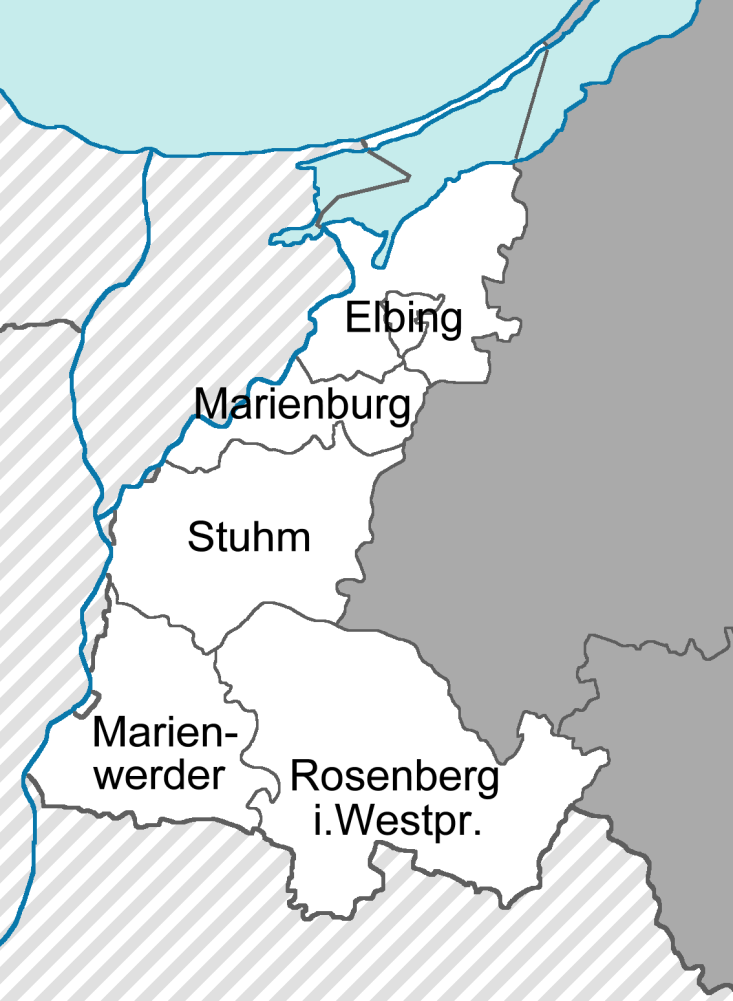
Regierungsbezirk Westpreußen. Stand der Grenzen 31. August 1939

| Stadt-/Landkreis        | Einwohner   | Fläche        | Bev.dichte      | Kommunen Städte/Flecken/Gemeinden |
| ----------------------- | ----------- | ------------- | --------------- | --------------------------------- |
| Stadtkreis Königsberg   | 372.164     | 192,76 km²    | 1930,7 Einw/km² | 1/0/0                             |
| Kreis Bartenstein       | 050.448     | 880,55 km²    | 57,3 Einw/km²   | 4/2/73                            |
| Kreis Braunsberg        | 062.317     | 946,34 km²    | 65,9 Einw/km²   | 4/0/93                            |
| Kreis Gerdauen          | 035.013     | 844,41 km²    | 41,5 Einw/km²   | 2/1/68                            |
| Kreis Heiligenbeil      | 053.207     | 907,86 km²    | 58,6 Einw/km²   | 2/2/110                           |
| Kreis Heilsberg         | 056.214     | 1.095,64 km²  | 61,3 Einw/km²   | 2/0/105                           |
| Kreis Labiau            | 051.885     | 1.065,65 km²  | 48,7 Einw/km²   | 1/3/123                           |
| Kreis Mohrungen         | 056.255     | 1.265,36 km²  | 44,5 Einw/km²   | 3/0/109                           |
| Kreis Preußisch Eylau   | 056.385     | 1.228,49 km²  | 45,9 Einw/km²   | 3/0/114                           |
| Kreis Preußisch Holland | 037.492     | 858,28 km²    | 43,7 Einw/km²   | 2/1/91                            |
| Kreis Rastenburg        | 057.223     | 871,08 km²    | 65,7 Einw/km²   | 3/1/75                            |
| Kreis Samland           | 120.246     | 1.922,92 km²  | 62,5 Einw/km²   | 2/2/193                           |
| Kreis Wehlau            | 050.236     | 1.067,27 km²  | 47,1 Einw/km²   | 3/0/116                           |
| Gesamt                  | 1.059.0850. | 13.146,61 km² | 80,6 Einw/km²   | 32/12/1269                        |

### Regierungspräsidenten
- 1815–1818: Ludwig von Wißmann (1770–1854)
- 1818–1825: Theodor von Baumann[4]
- 1825–1832: Friedrich Ferdinand Meding (1774–1838)
- 1835–1843: Heinrich zu Dohna-Wundlacken
- 1843–1850: Carl Wilhelm von Bötticher[5]
- 1850–1869: Franz August Eichmann
- 1869–1881: Karl von Horn[5]
- 1881–1882: Adolf von Schmeling
- 1882–1886: Conrad von Studt
- 1887–1889: Eberhard von der Recke von der Horst
- 1890–1894: Wilhelm von Heydebrand und der Lasa
- 1894–1899: Bernhard Tieschowitz von Tieschowa (1841–1909)
- 1899–1903: Wilhelm von Waldow
- 1903–1908: Nikolaus von Werder
- 1909–1915: Robert von Keyserlingk-Cammerau
- 1915–1919: Friedrich Karl Gramsch
- 1919–1924: Matthias von Oppen und Ernst Bolck[6]
- 1925–1932: Max von Bahrfeldt
- 1932–1936: Werner Friedrich
- 1936–1941: Paul Hoffmann
- 1941–1945: Kurt Angermann

## Siegel

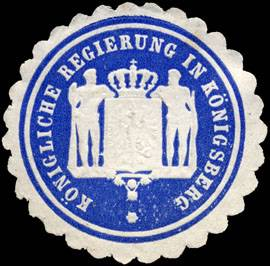
Siegelmarke der königlichen Regierung, wie sie bis 1918, möglicherweise sogar bis 1921 verwendet wurde.
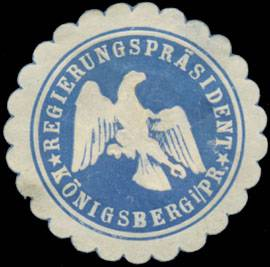
Siegelmarke des Regierungspräsidenten mit dem preußischen Wappenadler, der im Juni 1921 eingeführt und im Oktober 1933 abgeschafft wurde.
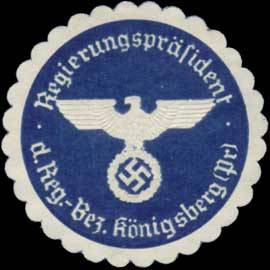
Siegelmarke des Regierungspräsidenten mit dem Reichsadler der NS-Zeit. Dieses sogenannte „Kleine Reichssiegel“ wurde für alle Staatsbehörden zum 1. April 1937 eingeführt.